# Veronica bogosensis
Veronica bogosensis är en grobladsväxtart som beskrevs av Tumadzhanov. Veronica bogosensis ingår i släktet veronikor, och familjen grobladsväxter. Inga underarter finns listade i Catalogue of Life.